# 魯特福山
78°36′S 85°18′W / 78.600°S 85.300°W

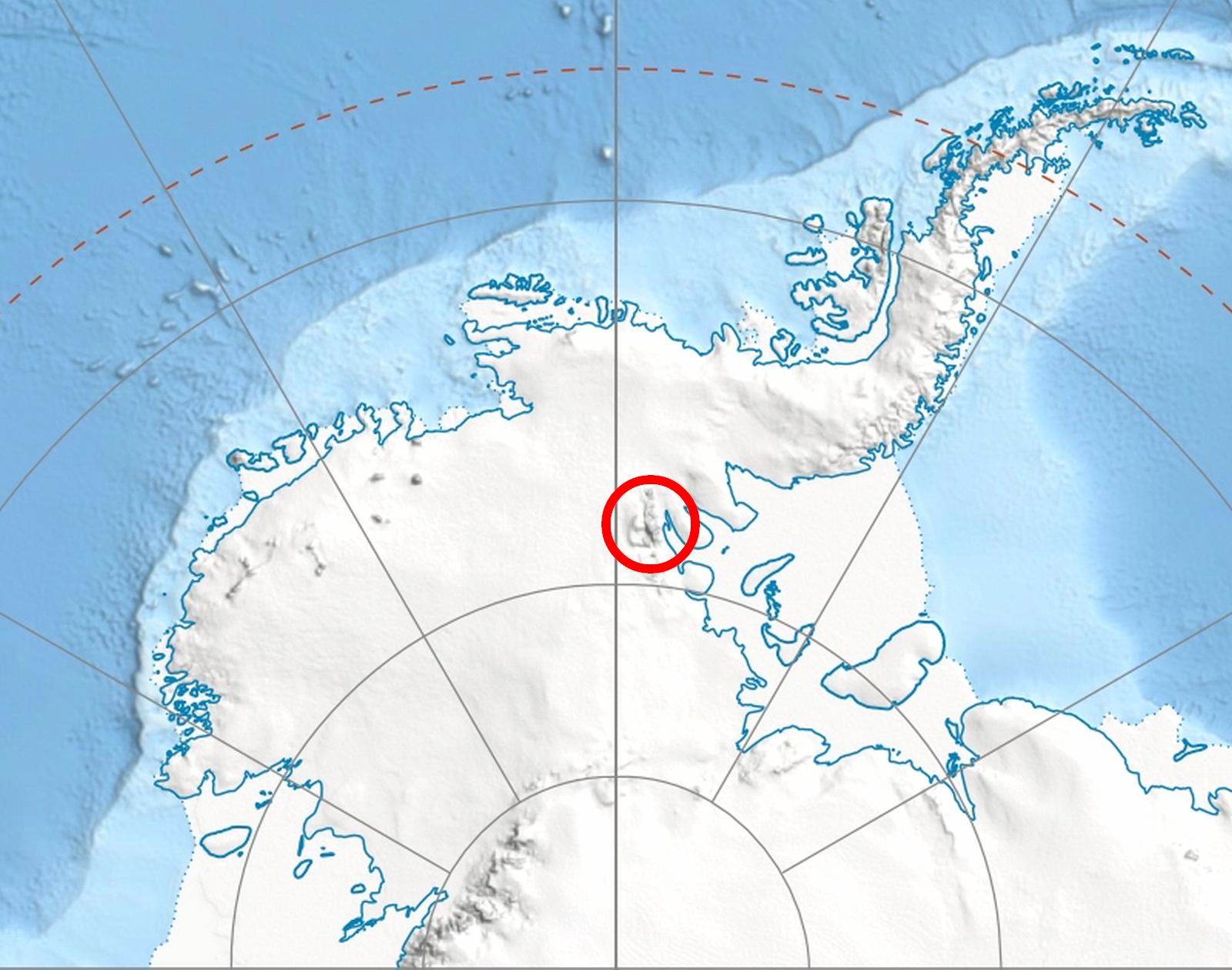

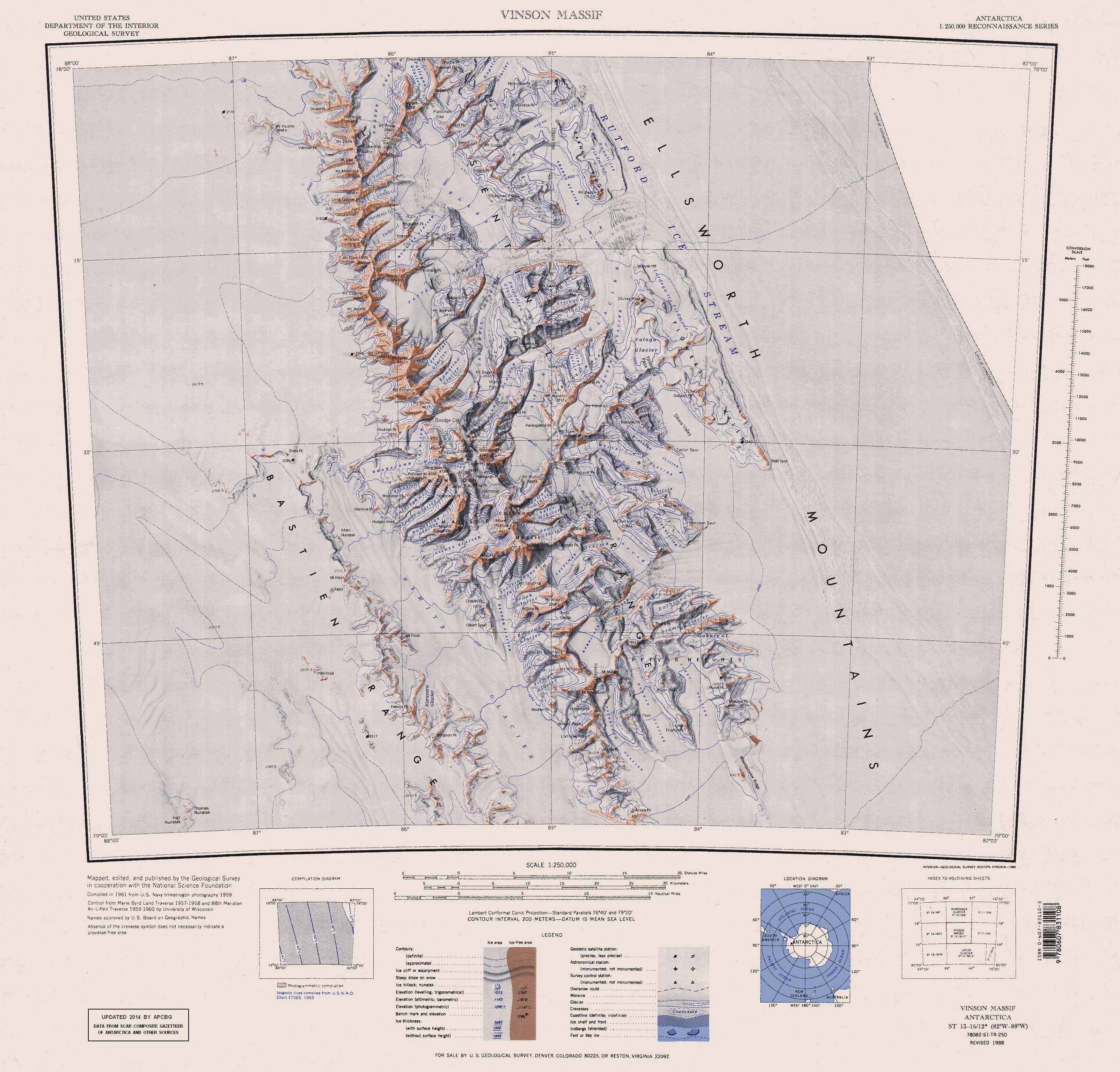

魯特福山是南極洲的山峰，位於埃爾斯沃思地，是埃爾斯沃思山脈中森蒂納爾嶺的一部分，處於克雷杜克山以北2.1英里，海拔高度4,477米，是克雷杜克山塊的最高點。